# Wahlkreis Luzern-Stadt
| Sitze im Kantonsrat (2019–2023)                                           |
| Insgesamt 24 Sitze - Grüne: 5 - SP: 7 - GLP: 3 - CVP: 3 - FDP: 3 - SVP: 3 |

Der Wahlkreis Luzern-Stadt ist einer von sechs Wahlkreisen des Kantons Luzern in der Schweiz. Sein Gebiet gehörte bis Ende 2012 zum damaligen Amt Luzern.

## Geografie
Der Wahlkreis Luzern besteht aus der Kantonshauptstadt Luzern.

## Gemeinden des Amtes Luzern
Der Wahlkreis Luzern besteht aus folgender Gemeinde:
Stand: 1. Januar 2010
| Wappen    | Name der Gemeinde | Einwohner (31. Dezember 2023) | Fläche in km² | Einwohner pro km² |
| --------- | ----------------- | ----------------------------- | ------------- | ----------------- |
| Luzern    | Luzern            | 85'534                        | 29,11         | 2938              |
| Total (1) | Total (1)         | 85'534                        | 29,11         | 2938              |